# Претварање речи
Претварање речи или конверзија је творбени процес у граматици којим настају нове речи, истог облика, али различитих граматичких особина. Претварањем речи мења се врста речи: придеви и глаголи постају именице, придеви прелазе у прилоге и слично.
Конверзија се може посматрати као тип извођења речи, осим што се уместо класичног суфикса користи нулта морфема. Стога се новодобијене лексеме могу сматрати изведеницама. 
Творба речи конверзијом је јако заступљена у романским језицима, као и у енглеском, док је у српском језику она нешто ређа појава.

## Конверзија у српском језику
Конверзија се у српском језику остварује помоћу два главна механизма: поименичавањем (супстантивизацијом) и попридевљавањем (адјективизацијом). Радни глаголски придев, трпни глаголски придев, глаголски прилог садашњи и глаголски прилог прошли претварањем постају описни придеви у процесу попридевљавања, док придеви и глаголи постају именице у процесу поименичавања.

### Поименичавање
Механизам поименичавања речи је јако распрострањен у француском језику, као и у другим романским језицима. Довољно је је испред готово било које речи поставити члан и она постаје именица. Тако француски глагол pouvoir = моћи постаје именица le pouvoir = моћ, придев portable = преносив додавањем одређеног члана постаје именица le portable = мобилни телефон, а да притом нема никакве промене, ни морфолошке, ни прозодијске. 
Исту појаву срећемо у многим примерима енглеских речи, па глаголу to call = позвати одговара именица a call = позив, итд. 
У српском језику принципом претварања речи од придева се могу добити именице. Описни придев добро (јутро) конверзијом даје именицу: пољопривредно добро. На исти начин, придев млада (жена) постаје именица млâда, тј. невеста, док придев благо (чељаде) у средњем роду даје именицу благо. Процесом претварања настале су и именице које означавају одређене државе. У овом случају, именице су настале претварањем описних придева: Француска (од француска држава), Немачка (од немачка), Чешка (од чешка) итд.

### Попридевљавање
Процесом претварања речи настају многи описни придеви, најчешће од неличних глаголских облика. Сви прелазни глаголи у српском језику употребљени у облику трпног глаголског придева лако могу постати описни придеви. Овај начин стварања нових лексичких јединица је готово неограничен у српском језику.
Примери:
1. сменити, творбена основа – трпни глаголски придев: смењен-, изведена реч – описни придев: смењен.
2. гледати, творбена основа – трпни глаголски придев: гледан, изведена реч – описни придев: гледан.

Попридевљавање се код радних глаголских прилога врши на исти начин, с тим што је, за разлику од претходног случаја, неопходно да глагол који је мотивна реч буде непрелазан. 
Примери:
1. зрети, творбена основа – радни глаголски придев: зрел-, изведена реч – описни придев: зрео.
2. глагол: полудети, творбена основа – радни глаголски придев: полудел-, изведена реч – описни придев: полудео.

Претварање глаголских прилога у описне придеве је релативно честа појава у српском језику. Ипак, у савременом језику, то је случај искључиво с глаголским прилозима садашњим. Као класичан пример описног придева насталог од глаголског прилога прошлог, граматике наводе најчешће пример придева бивши, који је настало од глагола бити (бивши премијер, бивша жена). Овај начин претварања речи се може још наћи и у неким архаизмима, као у примеру сложенице сумасишавши, у значењу луд, ментално оболео, односно дословно "онај који је сишао с ума".
Глаголски прилог садашњи пружа далеко већи број придева насталих попридевљавањем: шивећи (шивећа машина), предстојећи (предстојећи празници), растући (растући трошкови), претећи (претеће писмо). Примери:
1. глагол: тећи, творбена основа – глаголски прилог садашњи: текућ-,  изведена реч – описни придев: текући.
2. глагол: претити, творбена основа – глаголски прилог садашњи: претећ-, изведена реч – описни придев: претећи.